# Foveolocyathus
Genre
Foveolocyathus est un genre de coraux durs de la famille des Turbinoliidae.

## Liste d'espèces
Le genre Foveolocyathus comprend les espèces suivantes :
| Selon World Register of Marine Species (16 juillet 2015) : - Foveolocyathus alternans (Cairns & Parker, 1992) - Foveolocyathus kitsoni (Dennant, 1901) - Foveolocyathus parkeri Cairns, 2004 - Foveolocyathus verconis (Dennant, 1904) | Selon ITIS (16 juillet 2015) : - Foveolocyathus alternans (Cairns & Porter, 1992) - Foveolocyathus verconis Dennant, 1904 |